# 宽叶秦岭藤
宽叶秦岭藤（学名：Biondia hemsleyana）为夹竹桃科秦岭藤属的植物，为中国的特有植物。分布在中国大陆的四川等地，生长于海拔1,400米至2,000米的地区，多生在山地杂木林中，目前尚未由人工引种栽培。